# Colonnade du Louvre

La colonnade du Louvre constitue la façade orientale du palais du Louvre (aile Sully) à Paris. Elle a été édifiée entre 1667 et 1670 et est considérée comme un des chefs-d'œuvre du classicisme français.  Longue de 183 m et dominant le centre de la ville de Paris vers laquelle elle est tournée, elle était initialement destinée à devenir la principale façade du palais et devait abriter les appartements du roi Louis XIV, mais ce projet ne fut jamais concrétisé car le roi et la cours déménagèrent à Versailles avant son achèvement complet.

## Histoire
Malgré son nom de « colonnade de Perrault », elle pose encore un problème d’attribution, sa conception étant le fruit de multiples influences, dont celles de Louis Le Vau, architecte du roi, Charles Le Brun, premier peintre du roi, et Claude Perrault, le médecin devenu architecte, voire de François d'Orbay ou Léonor Houdin. Il faut donc la voir comme un mélange d’inspirations diverses entre lesquelles Louis XIV a tranché, car il a suivi personnellement le dossier et s'y est beaucoup impliqué,. C'est sans doute lui qui a imposé un toit presque plat, formule qu'il utilisera très souvent à Versailles.
Sur un rez-de-chaussée très sobre s'élèvent une colonnade de style corinthien dissimulant deux étages, puis une balustrade à la hauteur du toit. Le Pavillon central (ou Pavillon Saint-Germain l’Auxerrois) s'intègre harmonieusement dans cet ordonnancement. La construction de son fronton constitue une prouesse car il est fait de deux pierres de 17,5 m de long, 2,6 m de large et 48 cm d'épaisseur. 
Le projet a encore été l'objet de discussions après sa réalisation de la part des architectes du mouvement classique : le doublement des colonnes sur la façade est apparu comme douteux, le traité de Vitruve (sur lequel s'appuient tous les architectes classiques) n'en faisant jamais mention. Les colonnes géminées existaient bien dans l'Antiquité gréco-romaine mais n'y étaient pas fréquentes, elles sont devenues plus représentatives de l'architecture médiévale, et elles sont assez fréquentes dans l'architecture classique à la Renaissance italienne pour ensuite être fortement reprises par les architectes français des XVIe et XVIIe siècles. Cette polémique fut sans lendemain et le motif continua d'être repris par la suite par presque tous les architectes classiques : par Louis Le Vau (au château de Versailles, au collège des Quatre Nations, etc), par François II d'Orbay (Cathédrale de Montauban), par Jules Hardouin-Mansart (au Grand Trianon, aux Invalides, etc).
La colonnade a été édifiée en un lieu enserré de bâtiments publics et privés. Par conséquent et pendant un siècle, elle est mal mise en valeur car elle ne bénéficie d'aucune vue perspective. Pire, le bâtiment est de la Cour carrée fut laissé inachevé ! En 1755, à l'initiative du marquis de Marigny, il a été décidé de démolir tous les bâtiments qui gênaient et le chantier de dégagement peut être suivi grâce aux nombreux tableaux peints sur le motif par Pierre-Antoine Demachy, venu en voisin (il avait un atelier au Louvre). On a ainsi détruit le garde-meuble, les écuries de la reine, l'hôtel du Petit-Bourbon, celui de Rouillé, etc., pour dégager l'espace entre la colonnade et l'église Saint-Germain-l'Auxerrois. L'opération a été confiée à Gabriel et Soufflot. Gabriel avait aussi été chargé de terminer en 1757 la façade est de la Cour carrée, celle adossée à la colonnade, un chantier pour lequel il a dû modifier le plan de Pierre Lescot, adopter le toit plat et supprimer l'attique prévu,. Après la mort de Soufflot et de Gabriel, c'est leur collègue Pierre Desmaisons qui a été choisi pour la fin du chantier comportant notamment la voirie entre la colonnade et l'enclos Saint-Germain-l'Auxerrois.
Sculpté sous Napoléon Ier, le tympan central est l'œuvre de François-Frédéric Lemot et Pierre Cartellier. Il représente un quadrige en haut-relief, comme pour répondre à celui de l'arc de triomphe du Carrousel. Sur le fronton, à la Restauration, le buste de Napoléon Ier par  François Lemot — figurant au centre d'un composition sculptée où il est entouré de déesses et de muses — est transformé en une représentation de Louis XIV, par simple ajout d'une perruque sculptée sur la tête (mais sans modification des traits du visage de l'Empereur, qui reste donc en fait assez reconnaissable) et par celui dans le cartouche sous celui-ci de l'inscription au burin LVDOVICO MAGNO. Mais on n'a pas alors pris garde que sur le bouclier tenu à droite par Athéna figurent encore des symboles impériaux napoléoniens, douze abeilles et un aigle aux ailes déployés, qui ne seront quant à eux jamais modifiés.
La deuxième République retient les services de Félix Duban pour un réaménagement de la Cour carrée et des parterres de la colonnade. Le débat est vif pour la Cour carrée et le projet de Duban d'y installer la fontaine des Innocents finalement écarté. Son projet plus sage pour la colonnade est réalisé sous le second Empire. Il comporte deux espaces verts bordés de grilles de part et d'autre du passage vers le pavillon central. Chacun de ces espaces est scindé en deux carrés bordés de fleurs. La photo issue des collections du musée Carnavalet permet d'en apprécier l'élégante simplicité.
Le fossé, creusé en 1964 à l'initiative d'André Malraux, ne rétablit pas un état ancien bien qu'il semble avoir été un moment envisagé. Ces fouilles ont permis la découverte de nombreux vestiges archéologiques, dont un puits, mais le pont central qui enjambe les douves est une création. Germain Bazin s'est déclaré contre l'opération voulue par Malraux, alors que d'autres estiment qu'elle sublime la façade et permet d'admirer un soubassement de grande qualité, œuvre de Le Vau.

## Vers une nouvelle entrée pour le musée
Début 2023, Laurence des Cars, directrice du musée, envisage une nouvelle entrée au niveau de la colonnade. Après la disparition des baraquements à usage de bureaux qui encombraient les douves, le Louvre étudie la possibilité de cette nouvelle entrée mais aussi de combler les fossés en y installant des salles d'exposition supplémentaires. Face à ce projet, la mairie de Paris en propose un autre qui porte sur tout l'espace entre l'église Saint-Germain-l'Auxerrois et la colonnade, piétonnier et paysagé, avec des arbres dans les fossés. Les deux projets ont été analysés par Didier Rykner dans la Tribune de l'Art du 23 mai 2023.
Le 28 janvier 2025, Emmanuel Macron annonce un vaste plan de rénovation du Louvre. Cela intègre une « nouvelle grande entrée » au niveau de la Colonnade afin de désengorger la pyramide du Louvre. Un concours d'architecte est prévu et l'inauguration est espérée avant 2031.

## Galerie d'images

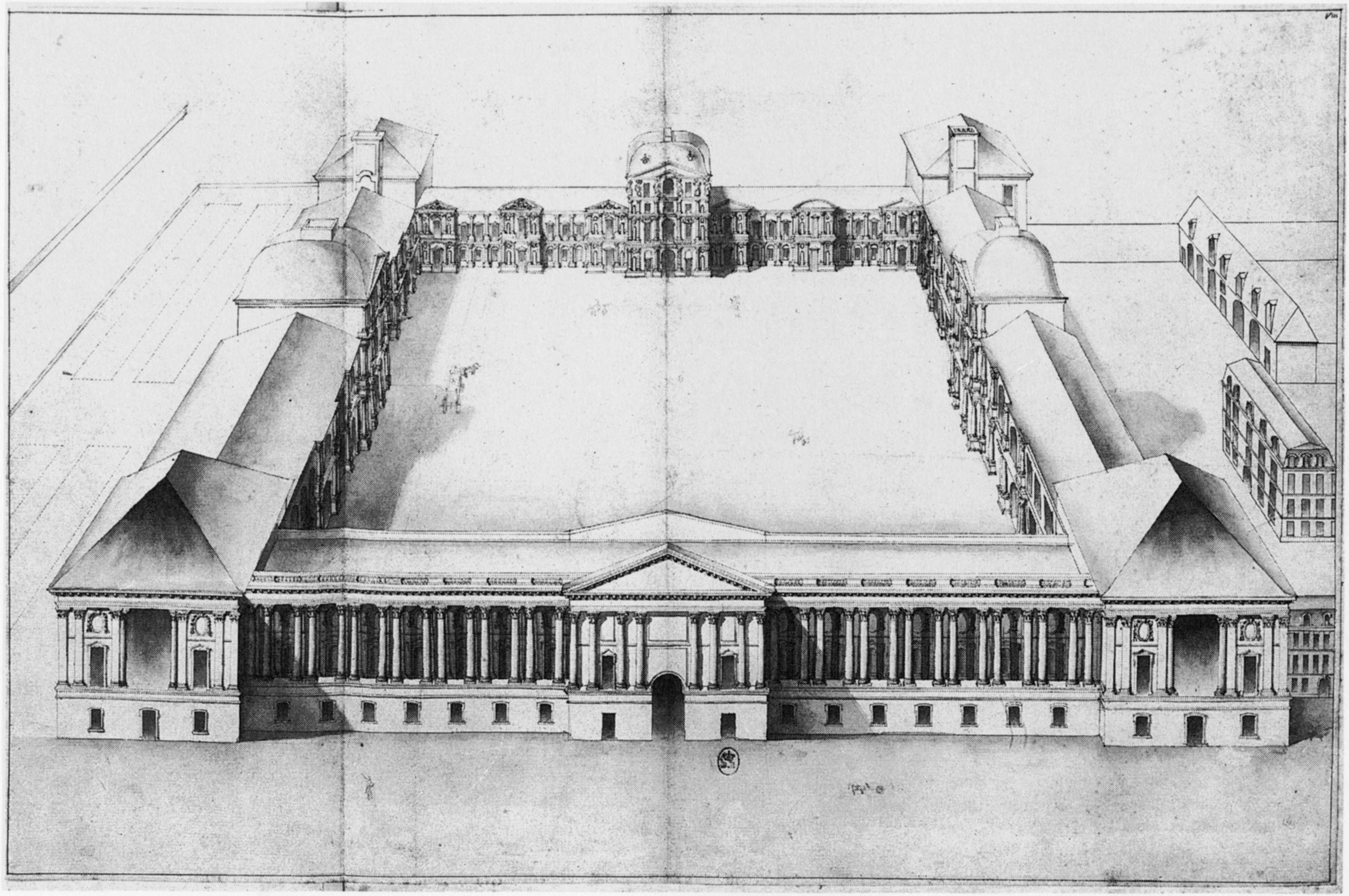
Projet de Claude Perrault.
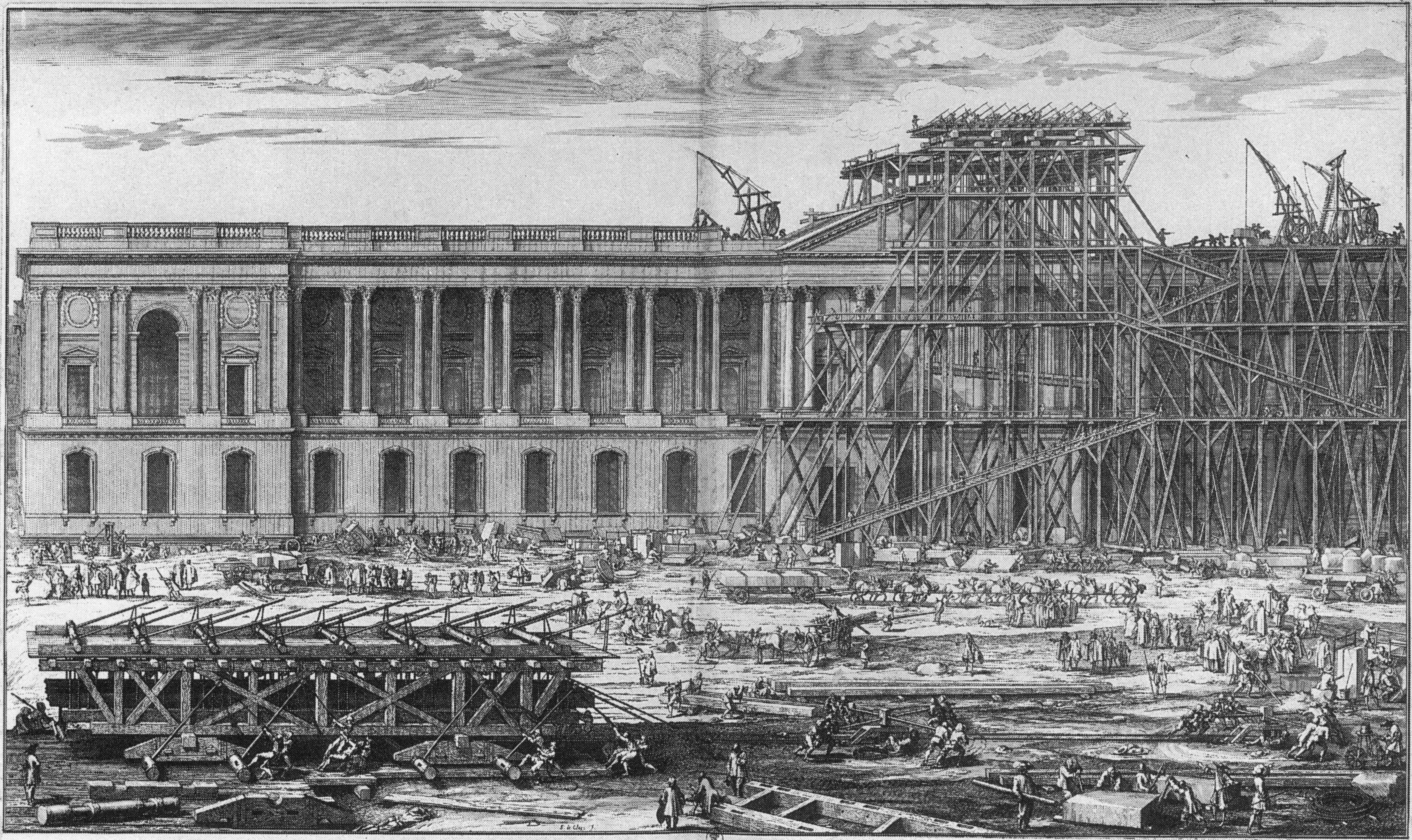
Construction du fronton de la colonnade, gravure de Sébastien Leclerc.
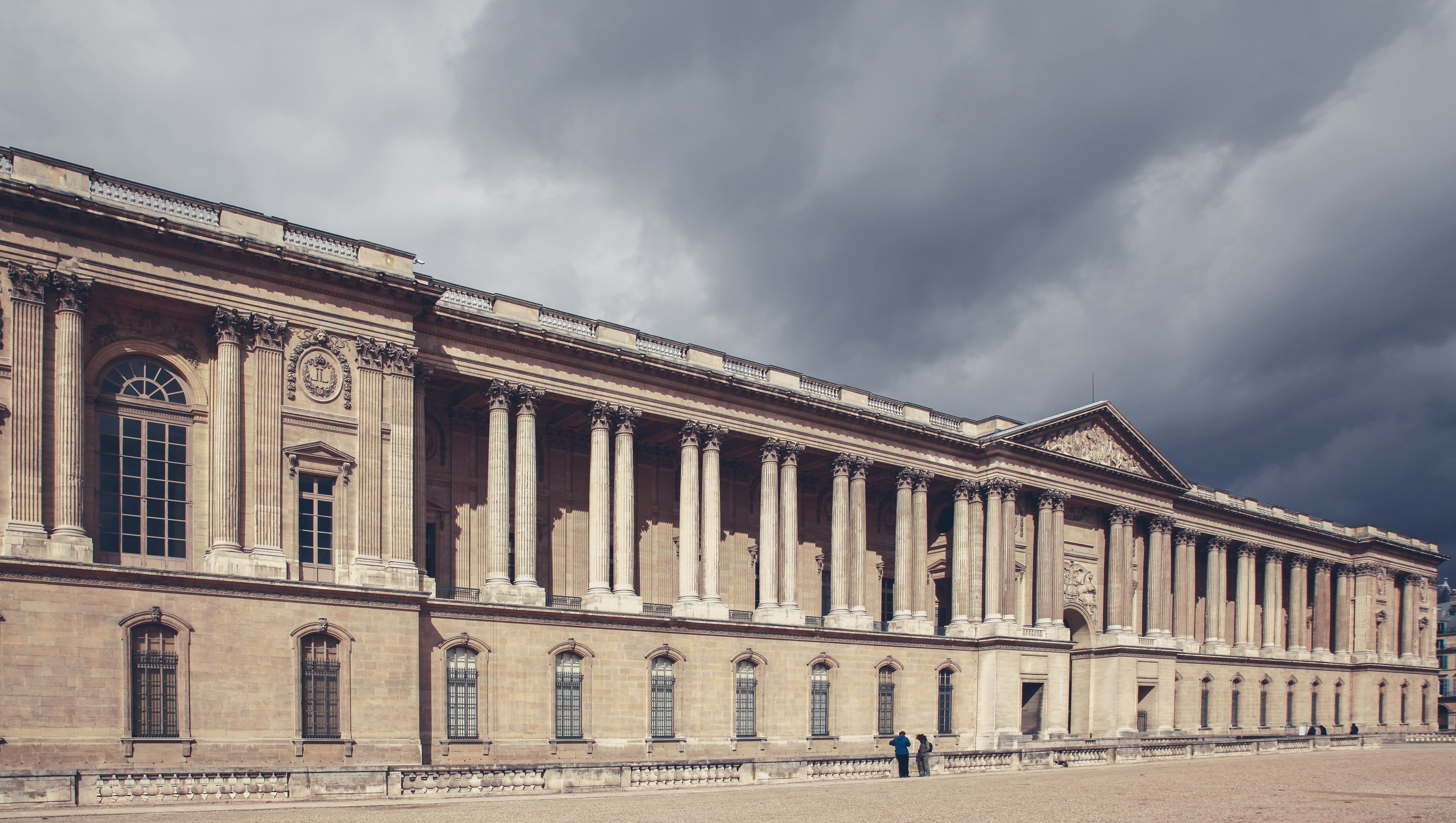
Vue d'ensemble de la façade orientale.
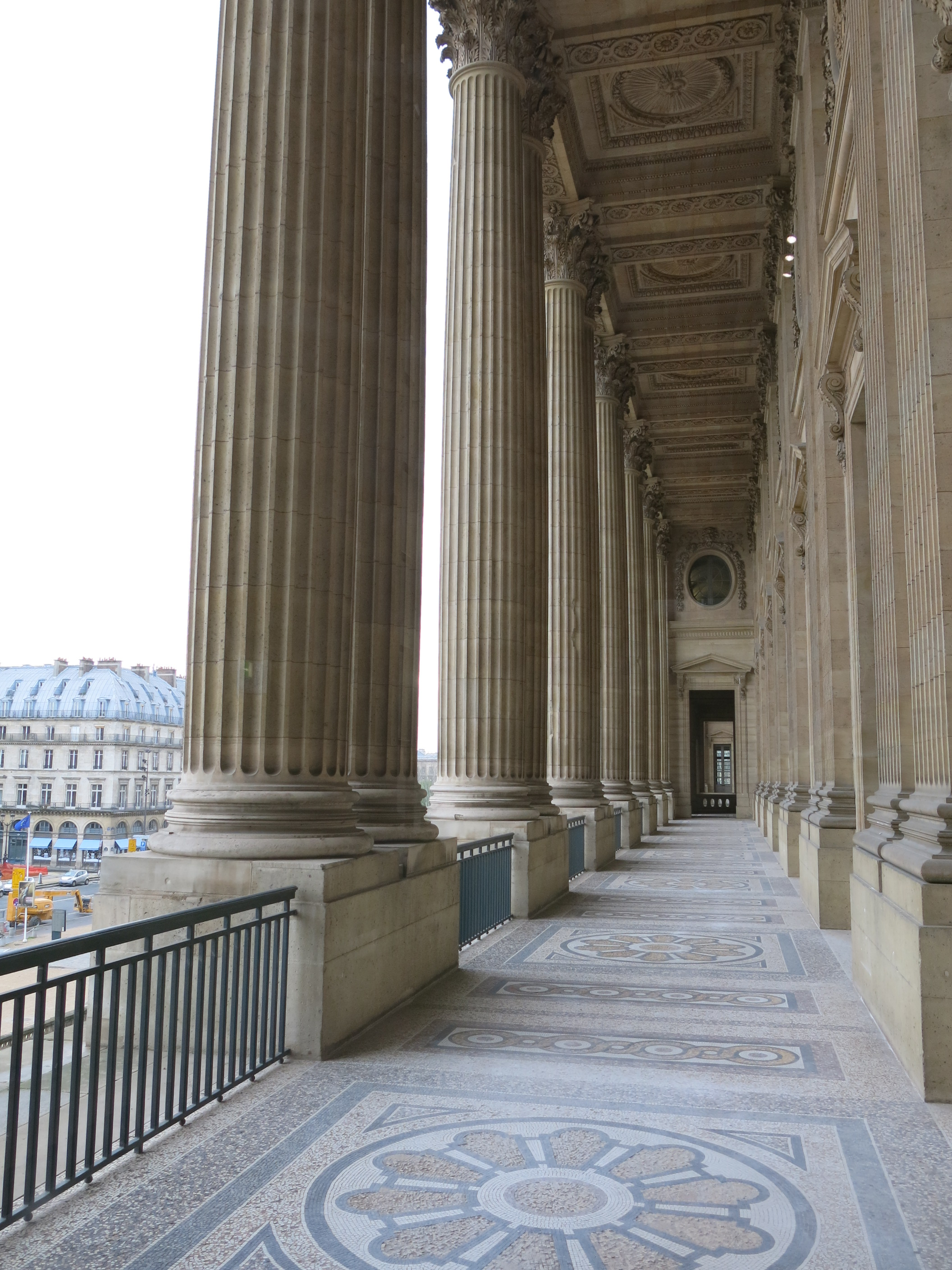
Vue intérieure de la colonnade.
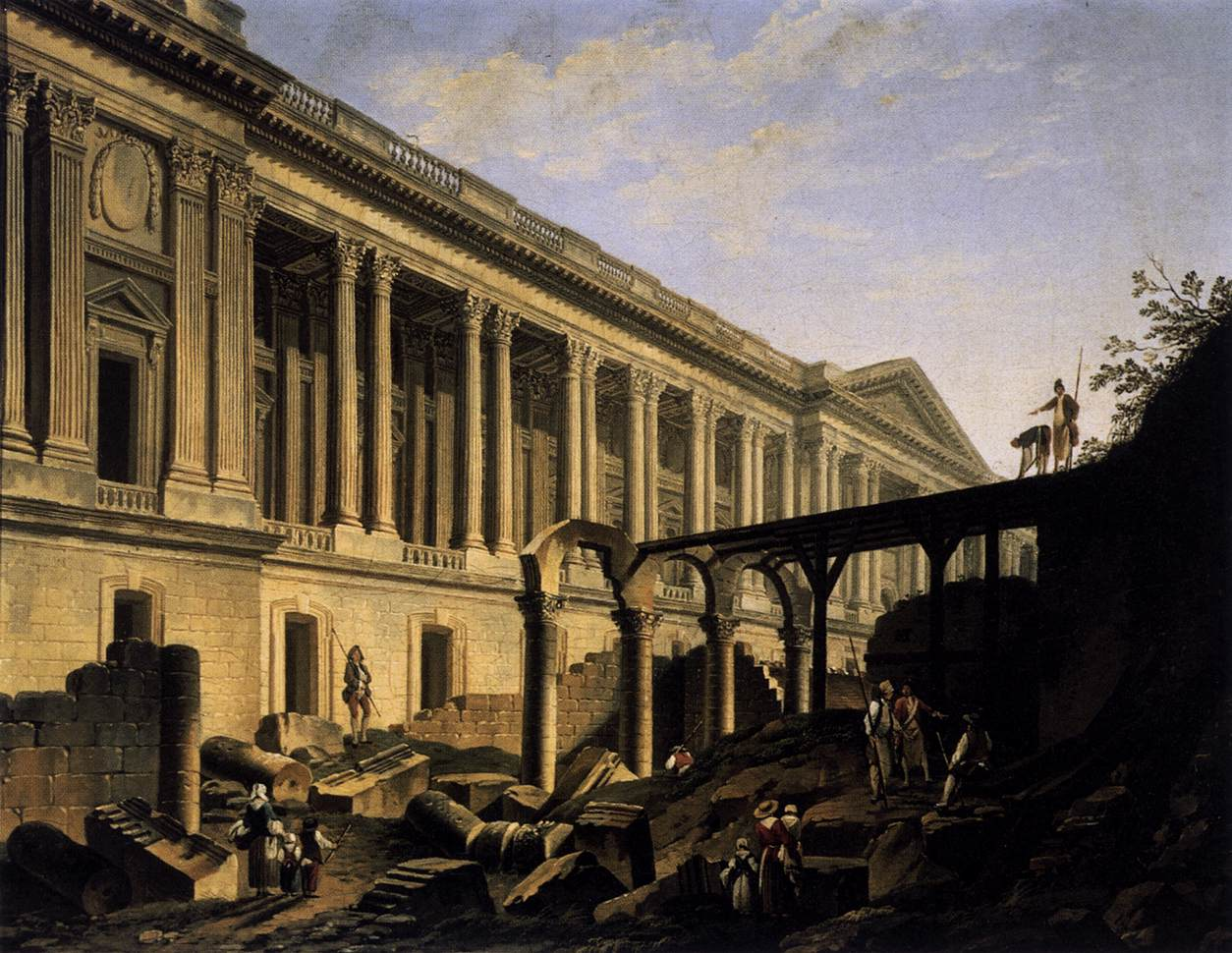
Dégagement en 1764, tableau de Demachy.
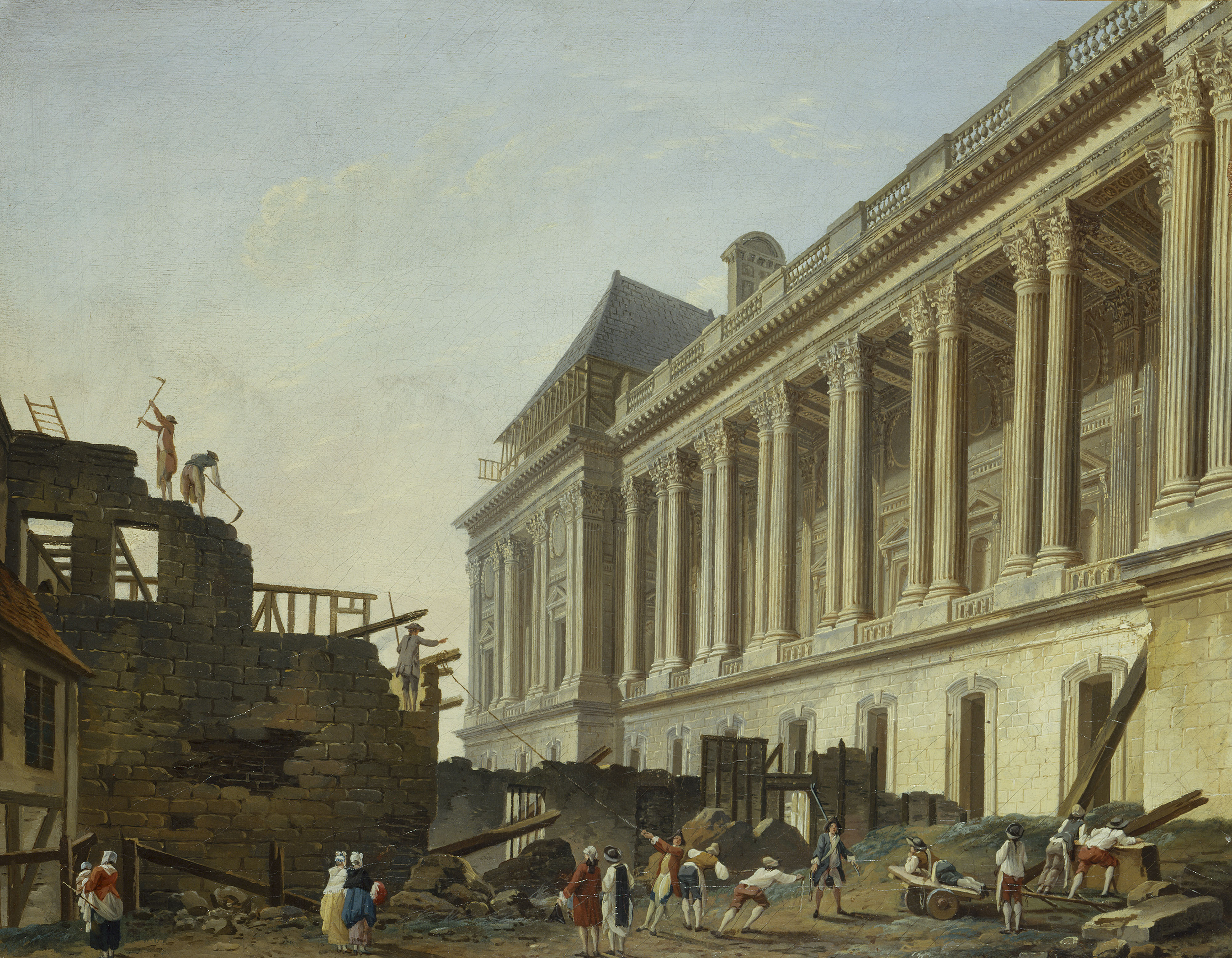
Dégagement en 1764, tableau de Demachy.
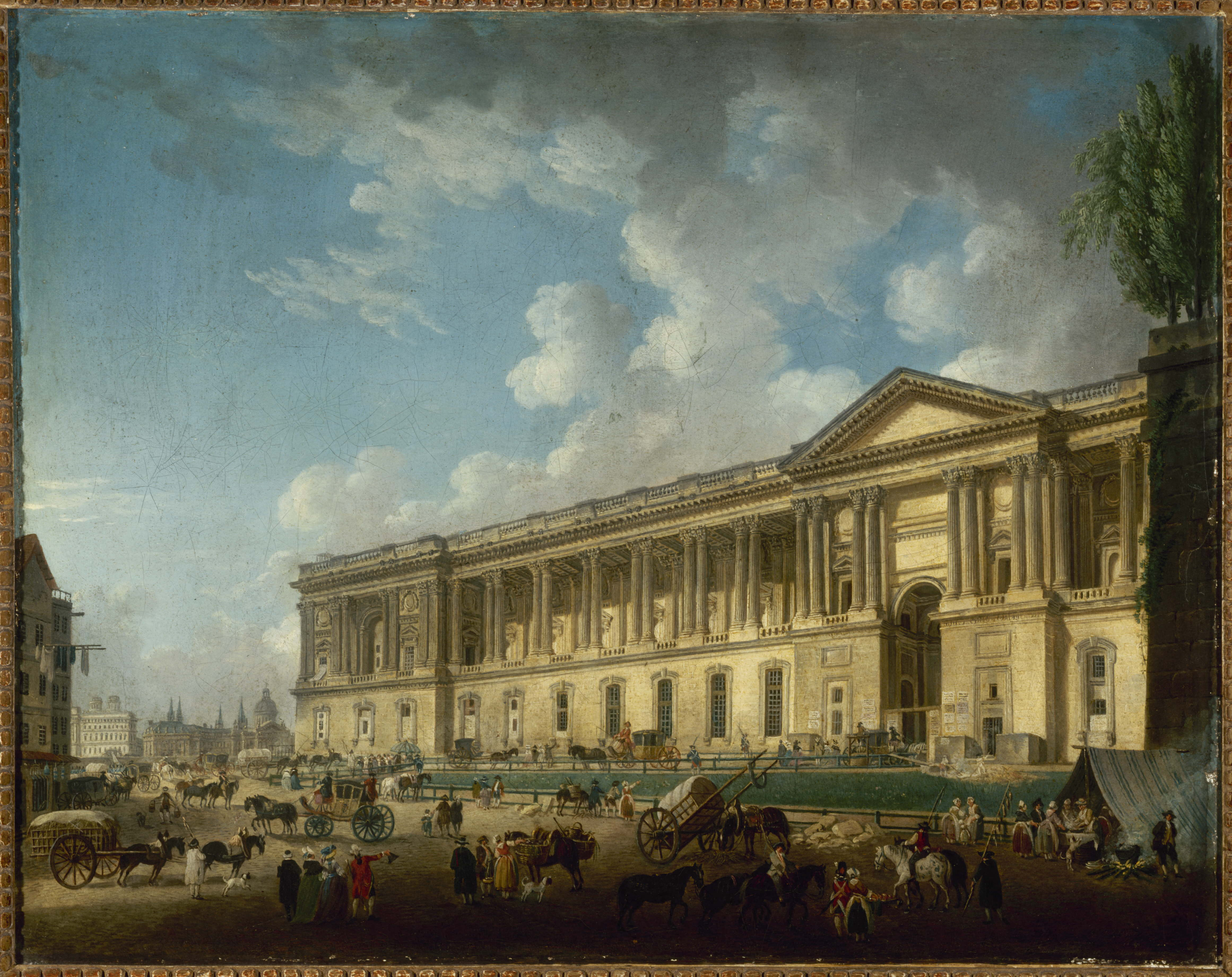
La colonnade dégagée (1773), tableau de Demachy.
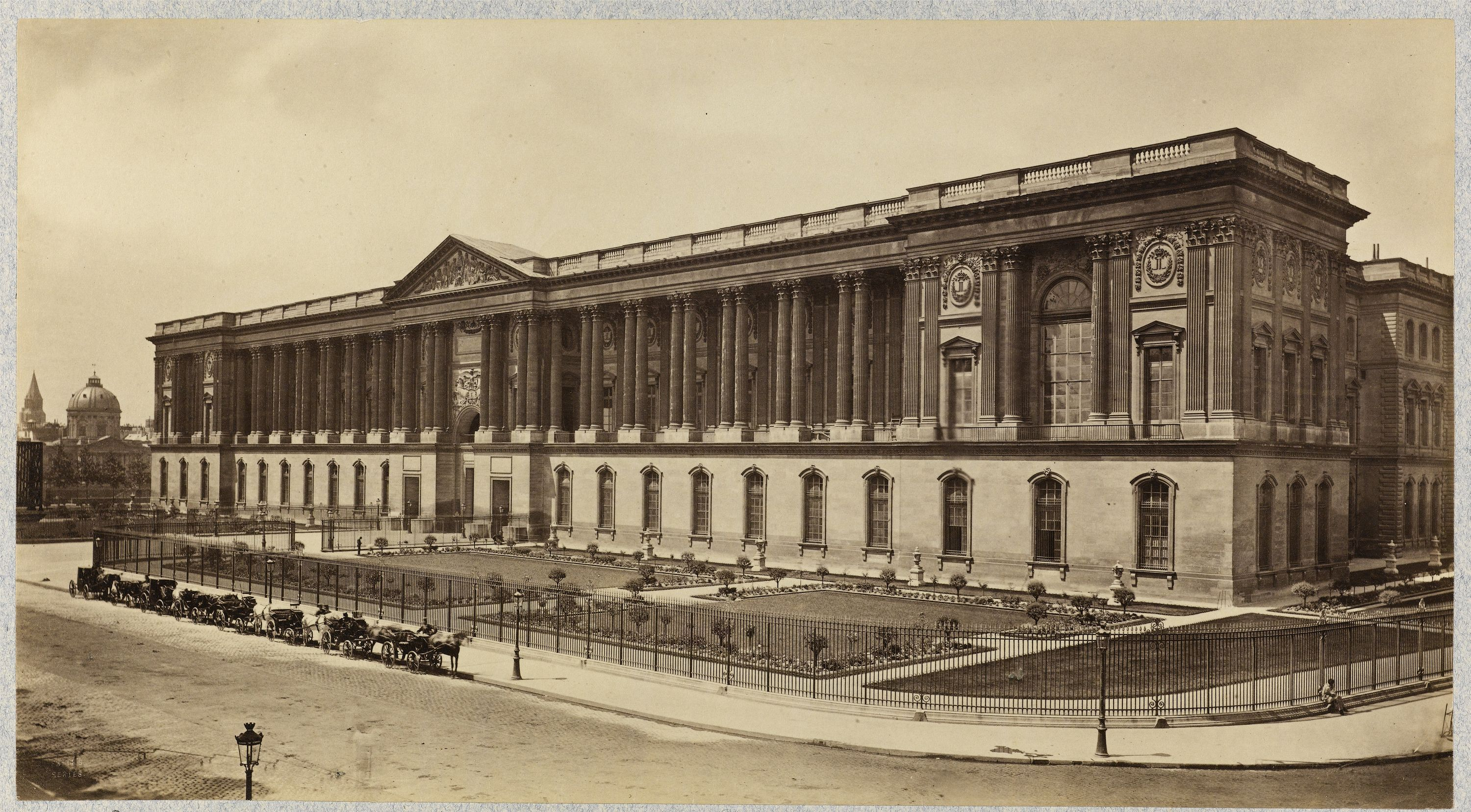
Colonnade, état 1900 après travaux de Duban.
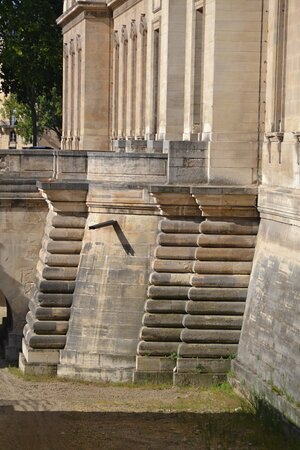
Bossages du pont central de la colonnade
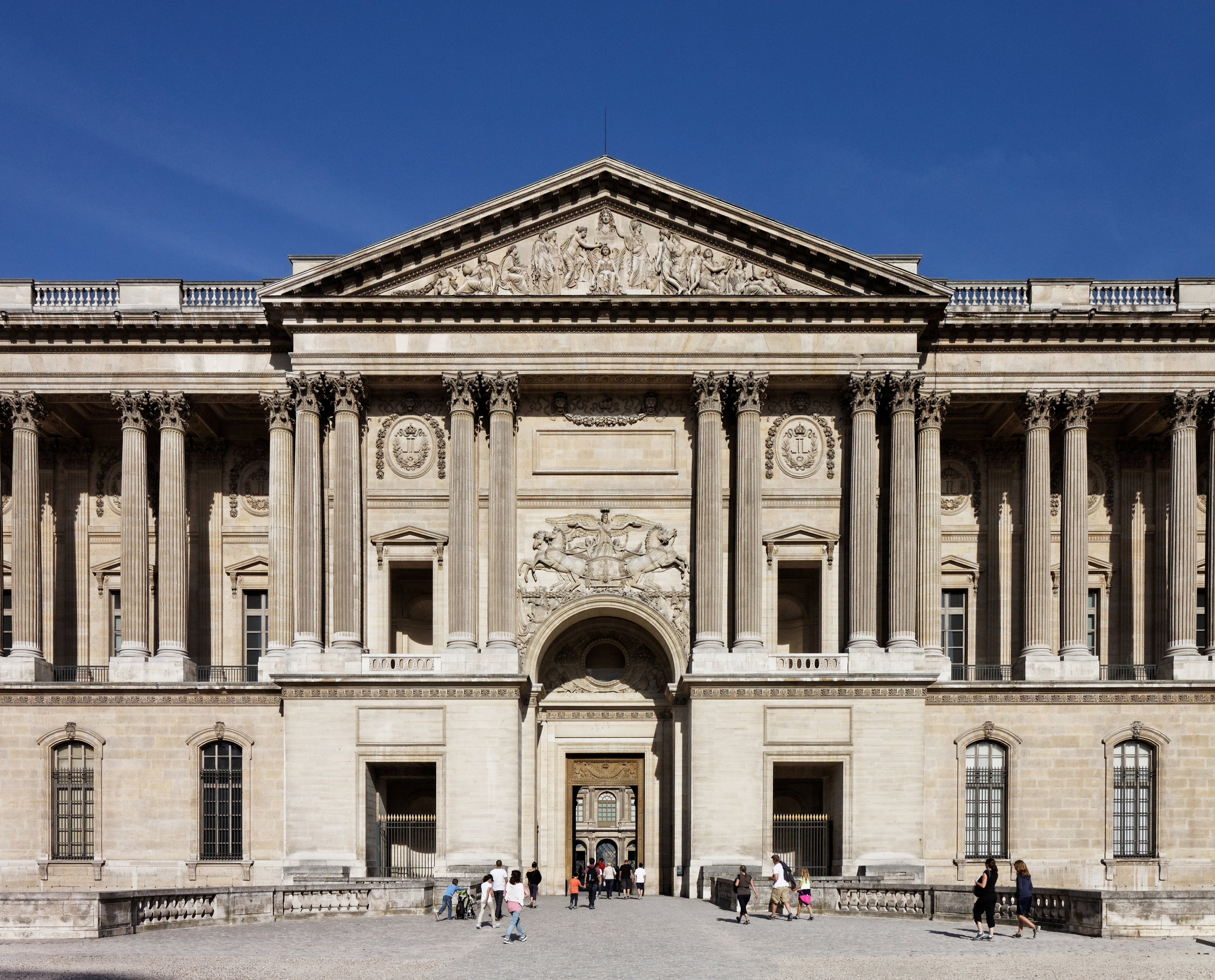
Détail du corps central.